# 山本ゆう
山本 ゆう（やまもと ゆう、1998年1月19日 - ）は、日本のグラビアアイドル、タレント。長野県出身。Ella promotion（エラ プロモーション）所属。かつてノクターンエンターテイメントに所属していた。

## 略歴
高校卒業後に上京し、2018年、通っていた新宿2丁目のゲイバーでスカウトされて活動を開始。
2019年4月19日、初のイメージDVD『ミルキー・グラマー』を発売。
2019年8月7日、キックボクシングイベント「KNOCK OUT」のラウンドガールに選出。
2020年6月1日発売の『週刊プレイボーイ』の企画「雨宿りしたい次世代下乳番付」にて、西の横綱に選出。
2021年8月25日、総合格闘技団体「RIZIN」の公式マスコットガール「RIZINガール2021」に選出。
2022年6月10日、総合格闘技団体「RIZIN」の公式マスコットガール「RIZINガール2022」オーディションにエントリー。同年7月12日、「RIZINガール2022」に選出。
2023年6月22日、第44回鈴鹿8時間耐久ロードレースに参戦する「ヨシムラSERT Motul」を応援する「2023 DENSOレースクイーン」に選出される。
2024年6月21日、第45回鈴鹿8時間耐久ロードレースに参戦する「ヨシムラSERT Motul」を応援する「2024 DENSOレースクイーン」に2年連続選出される。

## 人物
- 趣味は、アニメ鑑賞[1]。特技は、楽器演奏（ドラム、カバサ）、両手で同じ絵を描く[1][18]。
- 芸能の世界に入る前は、美容系の専門学校に通っていたが途中で辞め、バイトやニートで過ごし、特に目標もなく、将来の不安を漠然と感じているときにスカウトを受け、これをきっかけに芸能界入りした[19]。
- デビュー前からグラビアアイドルの葉月あやが好きで憧れていて[20]、SNSをチェックしていた。「あやさんの存在を知らなかったら、たぶんグラビアはやってなかったと思います。」とインタビューで述べ、仕事で葉月あやと一緒になった時、「好きです」と思いを伝えた[19]。
- 人よりも胸が大きいと自覚したのは、中学3年生の修学旅行の時[21]。
- 正確なカップ数を知ったのは、仕事を始めたとき。Fカップだと思っていたが、測ったらHカップだった[5][21]。
- インタビューでセールスポイントを聞かれ、「Hカップのおっぱいです!学生時代は大きな胸にコンプレックスを抱いていましたが、このお仕事を始めたおかげで今では自信にもつながり、自分の1番の魅力と思えるようになりました!」と述べている[20][注 1]。
- 運動が苦手だったが[22]、写真集の発売やラウンドガールをきっかけに体作りを意識するようになった[23]。
- お酒は好きでよく飲み、割と強く、テキーラのショットをひと晩で30杯飲んだこともある。また、ファーストDVD撮影時、セリフがどうしても言えず監督にお願いし、ストロング缶の酎ハイを飲みながら撮影に挑んだ[24]。また、6枚目のイメージDVD発売イベントの囲み取材で「もう大丈夫と周りに言っていますが、たまに飲んでいます。6枚目となる今回も緊張して撮影初日は飲みました」と明かした[25]。
- 面接で竹書房に行った際、色落ちした金髪に濃い化粧という清楚ではない見た目が原因で「出直して」と言われた。2回目の面接では、髪を真っ黒にして化粧を薄めにしたら合格した[23]。

## 作品

### イメージビデオ
※太字タイトルはBD同時発売
- ミルキー・グラマー（2019年4月19日、竹書房）[26][27]
- 柔らかなゆう惑（2019年7月31日、スパイスビジュアル）[28]
- YOUに夢中！(2019年11月20日、ラインコミュニケーションズ）[29][30]
- ゆう惑しちゃうよ♡（2020年2月28日、スパイスビジュアル）[31]
- Youの視線（2020年5月29日、エスデジタル）[32][33]
- U Like（2020年8月20日、ラインコミュニケーションズ）[34][35]
- あなたの私（2020年12月17日、双葉社）[36][37]
- ショートカットちゃん（2021年3月19日、竹書房）[38][39]
- 巨乳の教育実習生がエロい服でボクたちを誘惑してくるから思う存分愛し合った夏の夕暮れ（2021年6月25日、エアーコントロール）[40]
- Love Affair（2022年8月20日、ラインコミュニケーションズ）[41][42]
- 美しさと柔らかさ（2023年12月22日、竹書房）[43][44]
- 誰もが沼るカラダ（2024年12月24日、エアーコントロール）[45]

### VR
- はじめてのVR、はじめてのわたし。山本ゆう（2020年2月7日、ファンタスティカ）[46]
- 「Stop！ Look！ Listen！ Yu Yamamoto 山本ゆう」（2020年2月14日、ファンタスティカ）[47]
- VGF ヴァーチャルガールフレンド 山本ゆう【電車でイチャラブ＆おうちデート】（2020年6月15日、エアーコントロール）[48]
- VGF ヴァーチャルガールフレンド 山本ゆう【教室で水着になって…＆制服デート】（2020年6月18日、エアーコントロール）[49]
- VGF ヴァーチャルガールフレンド 山本ゆう【サバゲーデート＆ベッドでイチャラブ】（2020年6月22日、エアーコントロール）[50]
- VGF ヴァーチャルガールフレンド 山本ゆう【Hなメイド＆水着でイチャラブ】（2020年6月25日、エアーコントロール）[51]
- 山本ゆうの鼓動を聞いて始まるボクの思春期、そういう世界。（2020年12月11日、ファンタスティカ）[52]
- 山本ゆうは吐息を感じられるくらいファンとの距離が近いから好き、そんな世界。（2020年12月18日、ファンタスティカ）[53]
- Digital Remaster Version 〜時間を超えて〜（2024年6月14日、ファンタスティカ）[54][注 2]

### 動画配信
- グラビア学園MOVIE 山本ゆう 1（2019年7月19日、グラビア学園）
- グラビア学園MOVIE 山本ゆう 2（2019年7月19日、グラビア学園）
- I-ONE NEXT 山本ゆう（2019年11月29日、I-ONE NEXT）
- グラビア学園MOVIE 山本ゆう 3（2020年6月26日、グラビア学園）
- グラビア学園MOVIE 山本ゆう 4（2020年6月26日、グラビア学園）
- I-ONE NEXT 山本ゆう 2（2020年8月21日、I-ONE NEXT）

## 書籍

### 写真集
- あなただけ（2020年11月20日、双葉社、撮影：篠原潔）ISBN 978-4575315875[55]
- Awesome!（2025年2月26日予定、ジーオーティー、撮影：富田恭透）ISBN 978-4823608247[56]

### 電子書籍
- 山本ゆう 【競泳水着】ハミ出るHカップ大爆乳 グラビア学園 元気いっぱい！性格もHカップもハジけてますっ!!（2019年8月3日、グラビア学園）
- 山本ゆう 自撮り写真集 グラビア学園 元気いっぱい！性格もHカップもハジけてますっ!自撮り写真集（2019年8月3日、グラビア学園）
- 山本ゆう 【ショーパン】【うすうすビキニ】コボレ出るHカップ大爆乳 グラビア学園 元気いっぱい!性格もHカップもハジけてますっ!!」（2019年8月5日、グラビア学園）
- 山本ゆう 【ニット女子アナ】【パンスト】 ツキ出るHカップ大爆乳 グラビア学園 元気いっぱい!性格もHカップもハジけてますっ!!」（2019年8月5日、グラビア学園）
- GzPressNo.107　山本ゆう（2019年9月16日、Gz PRESS）
- GzPressNo.112　山本ゆう（2019年9月17日、Gz PRESS）
- GzPressNo.116　山本ゆう（2019年9月18日、Gz PRESS）
- GzPressNo.121　山本ゆう（2019年10月13日、Gz PRESS）
- GzPressNo.124　山本ゆう（2019年10月13日、Gz PRESS）
- GzPressNo.130　山本ゆう（2019年10月13日、Gz PRESS）
- GzPressNo.135　山本ゆう（2019年11月19日、Gz PRESS）
- 山本ゆう YUUコンプリート！！ グラビア学園 元気いっぱい!性格もHカップもハジけてますっ!写真集3冊＋αの超お買い得版!!（2019年12月5日、グラビア学園）
- FLASHデジタル写真集　令和の乳神様4姉妹（2020年3月27日、光文社、撮影:福田ヨシツグ） - 共演：彼方美紅、ちとせよしの、吉田実紀
- 山本ゆう　自己プロデュース　1st ノクターンPHOTO（2020年5月14日、BOOTH）
- 山本ゆう　神の造形【競泳水着】　グラビア学園（2020年6月26日、グラビア学園）
- 山本ゆう　神の造形【私服ニット】　グラビア学園（2020年6月26日、グラビア学園）
- 山本ゆう　神の造形【ニットワンピ】　グラビア学園（2020年6月26日、グラビア学園）
- 山本ゆう 自撮り写真集 02 グラビア学園 ショートカットHカップ神ボディを崇め祀る自撮り写真集!（2020年7月1日、グラビア学園）
- 山本ゆう「YOUに夢中!」（2020年8月27日、Idol Line、撮影：富田恭透）
- 山本ゆう『柔らかなゆう惑」（205Photos）（2020年8月27日、スパイスビジュアル）
- 山本ゆう YUUコンプリート!! 2 グラビア学園 ショートカットHカップ神ボディを崇め祀る写真集3冊＋αの超お買い得版!!（2020年10月7日、グラビア学園）
- あなただけ 山本ゆう写真集（電子書籍版）（2020年11月20日、双葉社、撮影：篠原潔）
- 山本ゆう「濡れ濡れちゃん」（2021年4月16日、竹書房〈Bamboo e-Book〉）
- 山本ゆう「喪服ちゃん」（2021年4月16日、竹書房〈Bamboo e-Book〉）
- 山本ゆう「バーカウンターちゃん」（2021年4月16日、竹書房〈Bamboo e-Book〉）
- 好きにして　山本ゆう写真集（2021年4月16日、Photorio）
- なにもかも　山本ゆう写真集（2021年4月17日、Photorio）
- はみだし果実　山本ゆう写真集（2021年4月23日、Photorio）
- ヴィーナスのHカップ Oilyショット（2021年8月13日、徳間書店〈アサ芸Secret！デジタル写真集〉、撮影：木村晴）
- ヴィーナスのHカップ【完全版】（2021年8月19日、徳間書店〈アサ芸Secret！デジタル写真集〉、撮影：木村晴）※DMMブックス限定
- 【デジタル限定】山本ゆう写真集「絶頂ドライブ」 （2022年3月14日、集英社〈週プレ PHOTO BOOK〉、撮影：小塚毅之）
- Ｈの誘い（2022年5月9日、講談社〈週刊現代デジタル写真集〉、撮影：LUCKMAN）
- ボンバーバスト（2022年5月9日、講談社〈週刊現代デジタル写真集〉、撮影：LUCKMAN）
- YUU MODE フルーツパンチ（2022年9月26日、ドラゴンフライブック）
- 『誘惑』（2023年5月19日、ジーオーティー〈GOT PhotoBook〉）
- 『夕暮れ』（2023年6月16日、ジーオーティー〈GOT PhotoBook〉）
- 週刊GIRLS-PEDIA028（2023年8月1日、KADOKAWA）
- YOUに夢中 Masterpiece#157（2024年月日、ドラゴンフライブック）共演：森脇芹渚、山本有紗、Yu-ka、横山あみ
- Exciting Girls 山本ゆうデジタル写真集 Vol.1・Vol.2・Vol.3（2024年11月13日、文友舎〈EXMAX!編集部〉、撮影：高橋慶佑〈Vol.1、Vol.2〉、富田恭透〈Vol.3〉）

## 出演

### テレビ
- 鎧美女 #70（2020年9月22日〈21日深夜〉、フジテレビONE） - 甲冑：毛利元就[57][58]
- 【自撮り美女】家トレはじめました!（2021年5月14日、ダンスチャンネル）[59][60]
- 快汗!セクシーRunトレ（2022年2月25日、ダンスチャンネル）[61]
- オールナイトe!（2023年3月18日（17日深夜）、フジテレビONE）

### ラジオ
- 激刊！ふじ（2020年8月18日[62]、2022年10月18日[63]、渋谷クロスFM） - ゲスト

### インターネットテレビ
- ニューヨーク恋愛市場（2023年1月17日、ABEMA）[64]

### 映画
- TURNING POINT（2022年4月9日 - 10日公開、エンタメイティブ株式会社） - 松本エミリ 役

### 舞台
- 朗読エンターテイメント『Greif4』（2021年9月2日 - 5日、オメガ東京） - Cチーム[65]
- ステパラ東京1stSTAGE『パパ検定〜世界一かんたんな問題〜』（2021年10月13日 - 17日、テアトルBONBON）- ユウイ 役 ※公演中止[66]
- 東出有貴プロデュース舞台
  - 第12回 『Legendary Treasure』（2022年5月4日 - 8日、上野ストアハウス） - 女海賊［青髭の集い］リーダー ボブ・ハンモック 役
  - 第13回 『夏のオムニバス』（2022年8月10日 - 14日、赤坂CHANCEシアター）
  - 第14回 『冬のオムニバス』（2022年11月2日 - 6日、赤坂CHANCEシアター）[67]
  - 第18回 『再遊来〜古の記憶〜』（2023年9月12日 - 17日、上野ストアハウス）
  - 第19回 『シの輪舞曲（ロンド）』（2023年11月23日 - 26日、ウエストエンドスタジオ） - 前野瑞稀 役[68]
  - 第21回 A公演『THE GOEMON～episode 0～』、B公演『シの輪舞曲（ロンド）』（2024年5月2日 - 6日、ウエストエンドスタジオ） - 加藤加奈子 役（A公演）[69]、前野瑞稀 役（B公演）[70]
- 劇団ココア
  - 第30回記念公演『ロストマン×ロストウーマン』（2023年3月14日 - 19日、萬劇場） - Aチーム、ジュリィ・コンラッド 役[71]
  - 三大ココア世界 PIERROT×プロとコントラ×INNOCENT GARDEN（2023年5月16日・18日 - 20日、｢劇｣小劇場） - 『PIERROT』出演（リザヴェータ〈リーザ〉 役）[72]
- 劇団虹色くれよん
  - 舞台『ブラックジャックによろしく』（2025年2月26日 - 3月2日、池袋シアターグリーン BOX in BOX THEATER） - 【救】チーム

### ラウンドガール
- KNOCK OUT
  - K.O CLIMAX 2019 SUMMER KICK FEVER（2019年8月18日、大田区総合体育館）[6]
  - KNOCK OUT×REBELS（2019年10月4日、後楽園ホール）[73]
  - KNOCK OUT 2019 BREAKING DAWN（2019年11月1日、後楽園ホール）[74]
  - テレ・マーカー Presents KNOCK OUT CHAMPIONSHIP.1（2020年2月11日、大田区総合体育館）[75]
  - KNOCK OUT CHAMPIONSHIP.2（2020年9月13日、後楽園ホール） - 第1部・BLACK[76]
- REBELS
  - REBELS.68（2020年12月6日、後楽園ホール）[77]
  - REBELS ～The FINAL～（2021年2月28日、後楽園ホール）[78]
- RIZIN
  - Yogibo presents RIZIN.30（2021年9月19日、さいたまスーパーアリーナ） - RIZINガール2021[79]
  - Yogibo presents RIZIN.31（2021年10月24日、ぴあアリーナMM） - RIZINガール2021[80]
  - Yogibo presents RIZIN.32（2021年11月20日、沖縄アリーナ） - RIZINガール2021[81]
  - RIZIN TRIGGER 1st（2021年11月28日、神戸ワールド記念ホール） - RIZINガール2021[82]
  - Yogibo presents RIZIN.33（2021年12月31日、さいたまスーパーアリーナ） - RIZINガール2021
  - SPASHAN HPS presents RIZIN TRIGGER 2nd（2022年2月23日、エコパアリーナ） - RIZINガール2021
  - 湘南美容クリニック presents RIZIN.34（2022年3月20日、丸善インテックアリーナ大阪） - RIZINガール2021[83][84]
  - SPASHAN presents RIZIN TRIGGER 3rd（2022年4月16日、武蔵野の森総合スポーツプラザ） - RIZINガール2021[85]
  - 湘南美容クリニック presents RIZIN.35（2022年4月17日、武蔵野の森総合スポーツプラザ） - RIZINガール2021[86]
  - 湘南美容クリニック presents RIZIN.36（2022年7月2日、沖縄アリーナ） - RIZINガール2021[87]
  - 湘南美容クリニック presents RIZIN.37（2022年7月31日、さいたまスーパーアリーナ） - RINZINガール2021[88][注 3]
  - The Battle Cats presents 超RIZIN / 湘南美容クリニック presents RIZIN.38（2022年9月25日、さいたまスーパーアリーナ） - RIZINガール2022[90]
  - 湘南美容クリニック presents RIZIN.39（2022年10月23日、マリンメッセ福岡A館） - RIZINガール2022[91]
  - 湘南美容クリニック presents RIZIN.40（2022年12月31日、さいたまスーパーアリーナ） - RIZINガール2022[92]
  - FEDELTA presents RIZIN LANDMARK 5 in YOYOGI（2023年4月29日、国立代々木競技場 第一体育館） - RIZINガール2022[93]
  - のむシリカ presents 超RIZIN.2 powered by U-NEXT（2023年7月30日、さいたまスーパーアリーナ） - RIZINガール2022[94][注 4]
- その他
  - NARIAGARI（2023年2月5日、176BOX）[96]

### レースクイーン
- 2023 FIM世界耐久選手権 "コカ・コーラ" 鈴鹿8時間耐久ロードレース 第44回大会（2023年8月5日 - 6日、鈴鹿サーキット） - 2023 DENSOレースクイーン[15]
- 2024 FIM世界耐久選手権 "コカ・コーラ" 鈴鹿8時間耐久ロードレース 第45回大会（2024年7月20日 - 21日、鈴鹿サーキット） - 2024 DENSOレースクイーン[16]